# Herrestadsfjällets naturreservat
Herrestadsfjällets naturreservat är ett naturreservat i Herrestads socken i Uddevalla kommun i Bohuslän.
Det är ett skyddat område sedan 1999 och det är 1 047 hektar stort. Det är beläget nordväst om Uddevalla och gränsar till naturreservatet Herrestadsfjället II.
Herrestadsfjället är ett stort skogsområde. Här finns en del kala berg och fukthedar som minner om den tid när fjället var skoglöst, men för övrigt domineras området av barrskogar. Ingen del av skogen är äldre än 120 år. Området är välbesökt och har stor betydelse för det rörliga friluftslivet. Här finns spår och enkla sportstugor. Bohusleden går genom området liksom ett antal andra mindre stigar och leder. Utefter dessa finns en rad rastplatser med vindskydd och eldstäder. Sportfisket är stort på Herrestadsfjället.
Naturreservatet är rikt på sjöar. De största i och invid området är Övre Trästickeln, Kärrevattnet, Metsjö, Vrångevattnet, Västra Krokevattnet, Långagna, Stora Kölnevattnet, Stora Stussvattnet, Tvitjuvan, Stora Hällesvattnet och Mållsjön.